# ساويرفيل (إلينوي)
ساويرفيل (بالإنجليزية: Sawyerville)‏ هي منطقة سكنية تقع في الولايات المتحدة في إلينوي.

## الموقع الجغرافي
الموقع الجغرافي للمناطق المحيطة بهذه النقطة هو كالتالي: